# Triglochin turrifera
Triglochin turrifera là một loài thực vật có hoa trong họ Juncaginaceae. Loài này được Ewart miêu tả khoa học đầu tiên năm 1931.